# Electronic System for Travel Authorization
Electronic System for Travel Authorization (w skrócie ESTA, polskie tłumaczenie Elektroniczny System Autoryzacji Podróży) – wymóg rządu USA (Departamentu Bezpieczeństwa Wewnętrznego) dla wszystkich pasażerów podróżujących w ramach Visa Waiver Program (VWP). Nakłada on obowiązek elektronicznej rejestracji przed przybyciem do Stanów Zjednoczonych. Pasażerowie, którzy nie dokonają autoryzacji w ramach ESTA mogą nie zostać wpuszczeni na pokład statku powietrznego lecącego na terytorium USA. Dokonanie ESTA rekomendowane jest na minimum trzy dni (72 godziny) przed przybyciem do USA. ESTA wymagana jest przez linię lotniczą podczas odprawy biletowej (check-in), ale nie może być wymagana podczas robienia rezerwacji biletu. ESTA jest wymagana jedynie podczas przekraczania granic USA drogą morską lub powietrzną, nie ma wymogu aplikowania o ESTA przy przekraczaniu granic USA drogą lądową.
Ważna ESTA nie daje gwarancji na przekroczenie granic USA, ostateczną decyzję o tym czy zostaniemy wpuszczeni do Stanów Zjednoczonych podejmuje urzędnik U.S. Customs and Border Protection Agency (CBP).

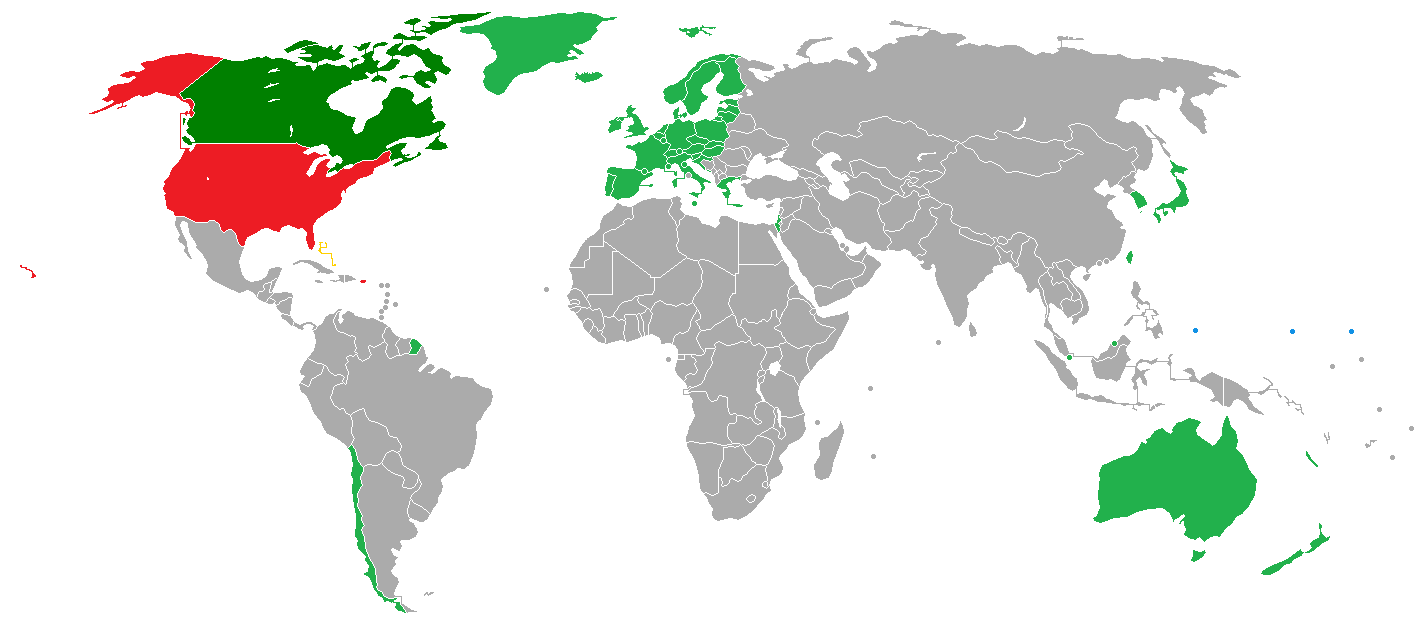
Państwa Visa Waiver Program (na zielono)

Logo

US Department of Homeland Security

## Historia
ESTA weszła w życie w sierpniu 2008. Od 12 stycznia 2009 stała się obowiązkowa dla wszystkich podróżnych z krajów należących do Visa Waiver Program (VWP). Przed 8 września 2010 aplikacja o ESTA była darmowa, po tej dacie Travel Promotion Act wprowadził opłatę za aplikację w wysokości 14 dolarów. Dana opłata pokrywa 10 dolarów dla Travel Promotion i 4 dolary dla U.S. Customs and Border Protection Agency (CBP) za koszty administracyjne.

## Państwa należące do Visa Waiver Program
Według stanu na grudzień 2024 roku do Visa Waiver Program (VWP) należą 42 kraje.
| - Andora - Australia - Austria - Belgia - Brunei - Chile - Chorwacja - Czechy - Dania - Estonia - Finlandia - Francja - Grecja - Holandia | - Hiszpania - Islandia - Irlandia - Izrael - Japonia - Katar - Korea Południowa - Liechtenstein - Litwa - Luksemburg - Łotwa - Malta - Monako - Niemcy | - Nowa Zelandia - Norwegia - Polska - Portugalia - San Marino - Singapur - Słowacja - Słowenia - Szwecja - Szwajcaria - Tajwan - Węgry - Wielka Brytania - Włochy |

## Krytyka
Opłata pobierana podczas rejestracji w systemie ESTA została skrytykowana przez Parlament Europejski. Ambasador Unii Europejskiej w Stanach Zjednoczonych John Bruton stwierdził, że nielogicznym jest oczekiwanie, że wprowadzenie opłaty za wjazd do kraju pomoże w zwiększeniu liczby odwiedzających go turystów.
W związku z zachowaniem Amerykanów, od 2021 roku kraje europejskie wprowadzają analogiczny system z opłatą o nazwie ETIAS (Europejski system informacji o podróży oraz zezwoleń na podróż), co oznacza, że skończą się podróże bez wiz i rejestracji dla posiadaczy ich paszportów do krajów europejskich, które nierównomiernie pozwalały ich obywatelom na więcej niż oni ich własnym (jak Polska).

## Dodatkowe informacje
Początkowa nazwa to Electronic Travel Authorization. Na prośbę rządu hiszpańskiego zmieniono ją na Electronic System for Travel Authorization, gdyż skrót ETA kojarzył się z baskijską separatystyczną organizacją ETA.